# Edward Sturt Biffin
Edward Sturt Biffin (1967) es un botánico australiano. Trabajó activamente con su colega Lyndley A. Craven (1945-2014).
Trabaja desde 1997 en el "Herbario Nacional Australiano". Se especializa en la sistemática de Syzygium.

## Algunas publicaciones
- l.a. Craven, e.s. Biffin, p.s. Ashton. 2006. Acmena, Acmenosperma, Cleistocalyx, Piliocalyx and Waterhousea formally transferred toSyzygium (Myrtaceae). Blumea 51: 131–142
- e.s. Biffin, l.a. Craven, m.d. Crisp, p.a. Gadek. 2006. Molecular systematics of Syzgium. Taxon 55: 79-94